# Colonia Pastoría Cuatro
Colonia Pastoría Cuatro är en ort i Mexiko.   Den ligger i kommunen Huatusco och delstaten Veracruz, i den sydöstra delen av landet, 230 km öster om huvudstaden Mexico City. Colonia Pastoría Cuatro ligger 1 393 meter över havet och antalet invånare är 598.
Terrängen runt Colonia Pastoría Cuatro är huvudsakligen kuperad, men den allra närmaste omgivningen är platt. Terrängen runt Colonia Pastoría Cuatro sluttar österut. Runt Colonia Pastoría Cuatro är det ganska tätbefolkat, med 214 invånare per kvadratkilometer. Närmaste större samhälle är Huatusco de Chicuellar, 1,7 km öster om Colonia Pastoría Cuatro. I omgivningarna runt Colonia Pastoría Cuatro växer huvudsakligen savannskog.